# Вилларе, Гийом де
Гийо́м де Вилларе́ (фр. Guillaume de Villaret; около 1235, Лозер, Лангедок — 1305, Лимасол) — 23/24-й Великий магистр ордена госпитальеров (1296—1305), военачальник. Дядя Фулька де Вилларе.

## Биография
Происходил из знатного рода в графстве Жеводан, известного ещё со времён Карла Великого. Семья была тесно связана с орденом иоаннитов, некоторые её представители занимали в нём руководящие посты. Согласно данным многих источников, Фульк де Вилларе, 24/25-й великий магистр ордена госпитальеров (1305—1319), приходился Гийому де Вилларе братом, но по сведениям Делявиль ле Руля, скорее был его племянником.
Через несколько дней после смерти Одона де Пена, 26 (24) марта 1296 года, Генеральный капитул ордена иоаннитов собрался в Лимасоле и объявил об избрании нового великого магистра ордена — Гийома де Вилларе. Кандидатура была принята от «языка» Прованса (итал. Cavaliere della Lingua di Provenza, фр. de la Langue de Provence).
Был избран в своё отсутствие, занимая должность приора аббатства Сен-Жиль. До того на протяжении ряда лет назначался на посты высокого ранга: интенданта ордена (drapier, 1266—1270), с 1271 года приора аббатства Сен-Жиль, ректора (регента) Конта-Венессен с 1274 года по 1284 или 1287 год. На всех должностях проявил высокие административные способности, руководство отличалось строгостью и справедливостью. Должность приора аббатства Сен-Жиль, которую Гийом де Вилларе занимал на протяжении четверти века, была важнейшей в иерархии госпитальеров как в политической и экономической, так и в административной сферах, поскольку назначенное лицо исполняло роль посредника между Провансом, богатейшей провинцией ордена в Европе, Святым Престолом и Святой землёй.

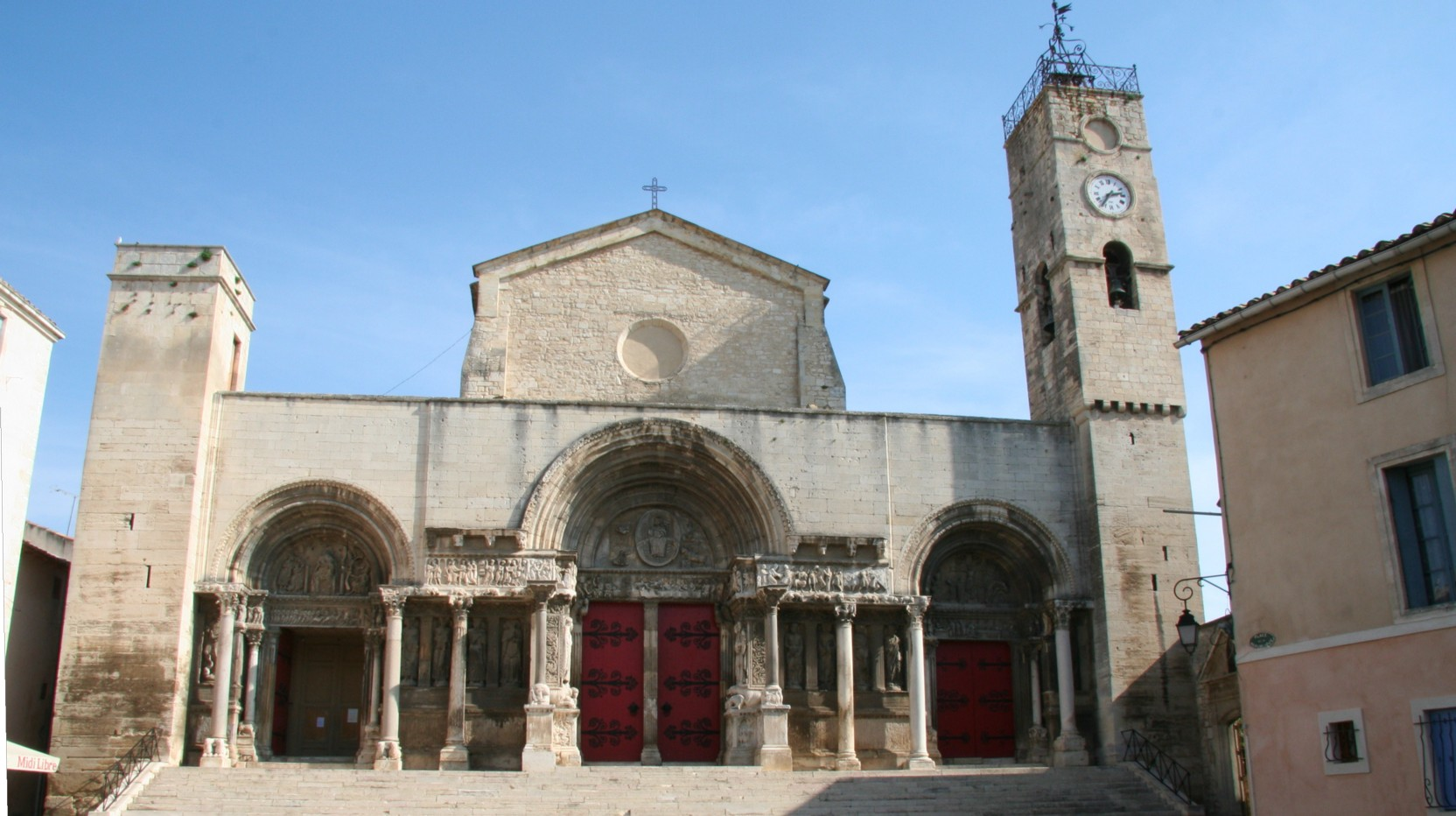
Западный вход церкви аббатства Сен-Жиль

Гийом де Вилларе был именно тем приором Сен-Жиля, которому Жан де Вилье описал разгромную потерю Акры в 1291 году. Ко времени его избрания главой ордена у предшественников на этом посту сложилась порочная практика руководить рыцарями, минуя их непосредственное начальство, не принимая во внимание позицию капитула. Назначая нового магистра, рыцари-иоанниты надеялись на то, что нарушению субординации будет положен конец. Конвент предполагал, что новый магистр незамедлительно прибудет на Кипр, но де Вилларе не торопился с переездом и продолжал руководить орденом из Прованса. Данная позиция объясняется лёгкостью контактов с правящими на континенте монархами и папой римским с целью возобновления присутствия госпитальеров на Святой земле. К удивлению высшего руководства магистр решил созвать очередной Генеральный капитул 1300 года не на Кипре, а в Авиньоне, поскольку присутствие магистра в Провансе было в 1000 раз полезнее его пребывания в Лимасоле. Магистр не поддавался ни на уговоры рыцарей, ни на просьбы папы прибыть в Лимасол. Даже несмотря на то, что его решение противоречило положениям орденского устава, продолжал оставаться в Провансе. Всё же со временем магистр был вынужден подчиниться и прибыть в Лимасол, где 5 ноября 1300 года состоялся Генеральный капитул. В Европу Гийом де Вилларе уже никогда не вернулся.

Сражения монголов с египетскими мамлюками 1299—1303 годов

Во время правления данного магистра орден госпитальеров вошёл в кратковременный союз Хетума II с Газан-ханом и участвовал в сражениях против египетских мамлюков, пытаясь вытеснить сарацин из Сирии. В 1300 году иоанниты действовали совместно с тамплиерами, выступив в составе эскадры из 13 кораблей к берегам Египта. 
На Кипре магистр провёл два Генеральных капитула. При его руководстве орден продолжил осваивать морское дело, развивать торговлю и производство тростникового сахара, получая от этого большие доходы. Закрепиться на Кипре и пользоваться столь же большой свободой от светской власти, как на Святой земле, госпитальерам не удалось. Рыцари тяготились ленной зависимостью от короля Кипра. Это усугублялось неприязнью местного населения. Дальнейшее пребывание госпитальеров на острове становилось невыносимым. Данная ситуация обусловила возникновение плана переезда на соседний остров Родос, где впоследствии было создано суверенное орденское государство рыцарей Родоса. Гийом де Вилларе был первым, кто подал такую идею, что было зафиксировано в эпитафии на его надгробии. Проект был воплощён следующим великим магистром ордена иоаннитов Фульком де Вилларе — скорее племянником Гийома, чем братом, как указано в эпитафии
Точная дата смерти неизвестна, но предположительно относится к периоду с 23 ноября 1304 года до 3 ноября 1305 года. Умер и был похоронен в Лимасоле, но Ф. Заллес воспроизвёл эпитафию с надгробия на Родосе.